# Piper paulianifolium
Piper paulianifolium är en pepparväxtart som beskrevs av William Trelease. Piper paulianifolium ingår i släktet Piper och familjen pepparväxter. Inga underarter finns listade i Catalogue of Life.